# 코리 리오단
코리 S. 리오단(스페인어: Cory S. Riordan 코리 S. 리오단[*], 1986년 5월 25일 ~ )는 전 미국의 야구 선수이다.

## 미국 프로야구 시절
2007년에 콜로라도 로키스에 입단하였다.

## 한국 프로야구 시절
2014년 1월 10일 KBO 리그 LG 트윈스와 계약하며 2013년 이후 방출된 외국인투수 벤자민 주키치의 대체 용병으로 영입되었다. 당시 전무했던 메이저 리그 경험으로 많은 팬들이 우려하였는데, 대한민국 데뷔 첫 등판인 4월 3일 SK 와이번스와의 경기에서 5이닝 5실점의 실망스러운 모습을 보여 우려를 증폭시켰다. 이후 등판에서도 기대 이하의 모습을 보이다가 4월 27일 KIA전에서 5.2이닝동안 퍼펙트, 8이닝 1실점으로 QS++를 기록하며 그동안의 걱정과 우려를 날려 버렸다. 양상문이 감독으로 취임한 후 좋은 모습을 보여 6월 26일 NC 다이노스와의 경기에서 무사사구 완봉승을 기록하였다.
그러나 포스트 시즌에서의 부진으로 시즌 후 재계약에 실패했다,

## 미국 독립야구 시절
2015년 3월 미국 독립리그 브리지포드 블루피쉬와 계약했다.

## 대만(중화민국) 프로야구 시절
그 해 7월 대만 프로야구 라미고 몽키스로 이적했으나 8월에 퇴출됐다.

## 미국 프로야구 복귀
2015년 11월 디트로이트 타이거스와 마이너 계약을 맺었다.

## 중화민국 프로야구 시절
2017년에 푸방 가디언스에 입단하였다.

## 에피소드
한국음식중에서 '호떡'을 제일 좋아하는 음식으로 꼽았다. 한국을 떠난 5년뒤에는 NC 다이노스와 계약을 맞은 크리스천 프리드릭에게 호떡먹을 수 있어서 좋겠다는 말을 던지기도 했다.